# Панин, Иван Михайлович
Иван Михайлович Панин (8 января 1918, Коломна — 29 сентября 2015, Москва) — советский и российский учёный-горняк, специалист в области механики горных пород. Профессор, заведующий кафедрами в МГИ и РУДН, много лет был старейшим действующим горным инженером Российской Федерации.

## Биография
Иван Михайлович Панин родился 8 января 1918 года. В 1936 г. окончил среднюю школу в г. Коломне Московской области и поступил в Московский горный институт (сейчас — Горный институт НИТУ «МИСиС»). В июне 1941 г. он защитил дипломный проект и был направлен по распределению на Бакальский железный рудник Челябинской области, где работал до ноября 1941 г. горным мастером, а затем начальником подземного участка.
В ноябре 1941 г. был призван в армию и направлен на Калининский фронт в составе 159-го отдельного лыжного батальона. Принимал участие в боях за город Холм. Был ранен, а после госпиталя направлен в 92-й отдельный сапёрный батальон 33-й стрелковой дивизии, в котором служил до окончания Великой Отечественной войны. Принимал участие в боях в Прибалтике, Польше, Германии. Войну закончил в Берлине. Демобилизован из Советской Армии в ноябре 1945 г.
После войны И. М. Панин был зачислен в аспирантуру Московского горного института. В 1948 г. защитил кандидатскую диссертацию. В МГИ работал до августа 1962 г. ассистентом, а с 1950 г. — доцентом кафедры «Подземная разработка рудных месторождений». Почти десять лет, с 1952 по 1961 г. был деканом горного факультета МГИ.
В 1960 г. проректор МГИ В. В. Ржевский (впоследствии академик АН СССР и ректор МГИ) был направлен на проведение подготовительных работ по открытию Университета Дружбы народов им П. Лумумбы. В 1962 г. он пригласил своего давнего друга и однокурсника И. М. Панина в УДН для организации кафедры горного дела, которой тот заведовал 30 лет (с 1963 г.).
Всего же И. М. Панин преподавал в РУДН на кафедре горного дела, позднее кафедры нефтепромысловой геологии, горного и нефтегазового дела в течение 53 лет — профессором, заведующим кафедрой, профессором-консультантом. Много лет официально считался старейшим действующим горным инженером страны, даже в 97-летнем возрасте он практически каждый день приходил на работу, консультировал студентов и т. п.
За время работы в РУДН девять раз выезжал в Болгарию, Индию и Судан для чтения лекций и обмена опытом учебно-методической и научно-исследовательской работы. В течение года работал профессором кафедры горного дела Университета Замбии.
И. М. Панин является автором 87 опубликованных работ, в том числе одного учебника и двух учебных пособий с грифом Министерства образования и науки. Его учебными пособиями по проявлениям горного давления пользуются многие горные вузы страны.

## Признание
Многолетняя научно-техническая и педагогическая деятельность И. М. Панина отмечена многими государственными и отраслевыми наградами, среди которых полученные за участие в Великой Отечественной войне ордена Красной звезды, Отечественной войны II степени и 15 медалей, в том числе и медаль «За отвагу». Во время работы в Московском горном институте И. М. Панин был награждён орденом «Знак почёта», его научная и преподавательская деятельность в РУДН была отмечена орденом Трудового Красного Знамени.